# Star Wars: The Clone Wars (film)
Star Wars: The Clone Wars è un film d'animazione del 2008 diretto da Dave Filoni.
La pellicola fa parte dell'universo fantascientifico di Guerre stellari, ed è ambientata durante le guerre dei cloni tra L'attacco dei cloni e La vendetta dei Sith. Pur essendo stato pensato per la distribuzione cinematografica, costituisce di fatto anche l'episodio pilota dell'omonima serie animata creata da George Lucas e andata in onda due mesi dopo l'uscita nelle sale del film. Il film segue le vicende di Obi-Wan Kenobi, Anakin Skywalker e della sua nuova Padawan Ahsoka Tano impegnati nella ricerca su Tatooine del figlio di Jabba the Hutt.
È il primo film della saga ad essere realizzato in animazione, il primo di cui John Williams non cura la colonna sonora, sostituito da Kevin Kiner, e il primo la cui distribuzione è stata affidata alla Warner Bros. e non alla 20th Century Fox. La Warner, inoltre, ha co-prodotto il film insieme a Cartoon Network. Si tratta dell'ultimo film della saga prima che Lucas vendesse la Lucasfilm alla The Walt Disney Company. La pellicola introduce anche personaggi inediti come Ahsoka Tano e il Capitano Rex.
Distribuito dalla Warner Bros. Pictures, che deteneva anche i diritti di distribuzione home media sia del film che delle prime cinque stagioni della serie TV, il film è stato presentato il 10 agosto 2008 presso Grauman's Egyptian Theatre, mentre il rilascio sul grande schermo è avvenuto il 14 agosto 2008 in tutta l'Australia, e il 15 agosto negli Stati Uniti, in Canada e nel Regno Unito. In Italia la pellicola è uscita il 19 settembre dello stesso anno. La pellicola è stata accolta in modo generalmente negativo dalla critica. Il film ha incassato 68.3 milioni di dollari in tutto il mondo contro un budget di 8,5 milioni di dollari.

## Trama
Il film inizia con un narratore che spiega lo stato delle guerre dei cloni. I Separatisti controllano la maggior parte delle rotte per l'iperspazio, lasciando le forze della Repubblica bloccate in diverse parti dell'Orlo Esterno. Una nave d'assalto separatista tende un'imboscata al galeone a vela del potente Jabba the Hutt rapendone il figlio, Rotta the Hutt, come parte di un piano per far sì che gli Hutt si uniscano alle guerre dei cloni. Nel frattempo, una feroce battaglia si sta svolgendo sul pianeta cristallino di Christophsis tra l'esercito di cloni molto limitato della Repubblica e i droidi dei Separatisti.
Con l'aiuto di Obi-Wan Kenobi, di Anakin Skywalker, del Capitano Rex e del Comandante Cody, i cloni avanzano costantemente sulle forze dei Separatisti, permettendo alla Repubblica di ottenere una vittoria iniziale. La gioia però non dura a lungo, tuttavia, poiché l'esercito di droidi sotto il controllo del generale Loathsom ritorna presto per ulteriori spargimenti di sangue. Senza comunicazioni o capacità di ottenere rinforzi, il destino dei pochi soldati cloni rimasti è nelle mani di Obi-Wan e Anakin. Una navetta arriva presto con una consegna importante; pensando che si trattino di aiuti, i Jedi, andati ad investigare, si trovano di fronte una giovane Padawan di nome Ahsoka Tano, che insiste nel dire di essere stata inviata dal Maestro Yoda per servire come Padawan di Anakin. La battaglia riprende, con le forze separatiste che avanzano dietro uno scudo in espansione che l'artiglieria della Repubblica non riesce a penetrare. Incaricati di abbattere lo scudo deflettore, Anakin e Ahsoka riescono a penetrare le linee nemiche, usando tutta la loro furtività, astuzia e capacità di improvvisare, mentre Obi-Wan riesce a prendere tempo tenendo una finta negoziazione di resa con Loathsom.
Subito dopo la vittoria finale per la Repubblica su Christophsis, il Maestro Yoda arriva con l'urgente messaggio che un misterioso gruppo di rinnegati ha rapito il figlio di Jabba, e tocca a Anakin, Ahsoka, Rex e ai cloni salvarlo e riportarlo a casa sano e salvo. Obi-Wan vola su Tatooine per assicurare a Jabba che Rotta verrà restituito in sicurezza e per garantire agli Hutt di usare le loro rotte commerciali per un passaggio sicuro all'interno dell'Orlo Esterno.
Dopo il briefing in una nave ammiraglia della Repubblica, le forze di Anakin scendono attraverso le nuvole del pianeta giungla di Teth per raggiungere uno dei tanti pilastri di pietra naturale che caratterizzano il paesaggio. Sotto il fuoco pesante, Anakin, Ahsoka e Rex prendono d'assalto il monastero in cima alla montagna e trovano Rotta, che si è ammalato, solo per essere colti in un'elaborata trappola: il Conte Dooku ha inscenato il sequestro per fare in modo che gli Hutt facciano la guerra ai Jedi. Prima di tutto, deve fare in modo che i Jedi recuperino il giovane Hutt per assicurarsi prove false e poi Asajj Ventress, come sorvegliante dell'operazione, è incaricata di recuperare o uccidere il giovane Hutt.
Mentre litigano per tutto il tempo sulla corretta procedura, ma lentamente guadagnano rispetto l'uno con l'altro, Anakin e Ahsoka riescono a scappare dalla trappola insieme a R2-D2 e dirottano un mercantile abbandonato, che usano per viaggiare su Tatooine. Ahsoka usa la medicina a bordo per curare l'Hutt malato. Obi-Wan, allertato da Anakin, arriva giusto in tempo per soccorrere Rex e il resto delle sue forze e poco dopo ingaggia un combattimento con Ventress, al termine del quale riesce a sconfiggerla, anche se Ventress fugge di fronte alla cattura.
Nel frattempo, la senatrice Padmé Amidala scopre la missione di Anakin. Preoccupata per lui, decide di contattare lo zio di Jabba, Ziro the Hutt, che vive in una parte ombreggiata di Coruscant. Ziro si rifiuta stranamente di collaborare, e presto Padmé scopre perché: Ziro ha effettivamente cospirato con Dooku per progettare la caduta di suo nipote per conquistare il potere sui clan Hutt. Padmé viene scoperta e detenuta, ma riesce a comunicare con C-3PO per chiedere aiuto, e far arrestare Ziro dalla polizia di Coruscant.
Al loro arrivo su Tatooine, Anakin e Ahsoka vengono attaccati dalle MagnaGuard e sconfitti. Di fronte a una lunga strada attraverso sabbie del deserto e avversari implacabili, Anakin escogita un trucco; quando Dooku affonda un colpo con la spada laser su Anakin, lo zaino che stava trasportando si rivela contenere solo rocce. Ahsoka e R2 viaggiano indisturbati con Rotta fino al palazzo di Jabba, ma proprio mentre gli si avvicinano, Ahsoka cade in un'imboscata da tre MagnaGuard, che sconfigge a stento. Ma mentre Anakin e Ahsoka entrano nel palazzo uno dopo l'altro, sono minacciati di essere giustiziati dagli uomini di Jabba, nonostante Rotta sia tornato sano e salvo. Padmé chiama giusto in tempo per convincere Jabba della complicità di suo zio in questo piano, mentre Anakin e Ahsoka vengono trionfalmente recuperati da Obi-Wan, Yoda, Cody e dai cloni.

## Personaggi e doppiatori
- Anakin Skywalker, voce originale di Matt Lanter: Cavaliere Jedi, Generale del 501º battaglione di cloni e Padawan di Obi-Wan Kenobi, durante la battaglia di Christophsis gli viene assegnata la giovane Togruta Ahsoka Tano come apprendista.
- Ahsoka Tano, voce originale di Ashley Eckstein: Padawan di Anakin Skywalker e Comandante del 501º battaglione, durante la battaglia di Christophsis viene assegnata ad Anakin Skywalker come suo Maestro Jedi.
- Obi-Wan Kenobi, voce originale di James Arnold Taylor: Maestro Jedi di Anakin Skywalker e Comandante del 212º battaglione
- Yoda, voce originale di Tom Kane: Gran Maestro del Consiglio dei Jedi e uno dei più potenti Cavaliere dell'Ordine.
- Capitano Rex, voce originale di Dee Bradley Baker: CT-7567, anche conosciuto con il nome di "Rex", è un clone capitano del 501º battaglione e grande amico dei Jedi, in particolare di Anakin Skywalker, Obi-Wan Kenobi e Ahsoka Tano.
- Conte Dooku / Darth Tyranus, voce originale di Christopher Lee: Signore Oscuro dei Sith e allievo di Darth Sidious, il leader dei Separatisti ordisce un piano ai danni di Jabba the Hutt, rapendo suo figlio Rotta.
- Mace Windu, voce originale di Samuel L. Jackson: Maestro Jedi e membro del Consiglio dei Jedi, Windu è uno dei più grandi Jedi viventi.
- C-3PO, voce originale di Anthony Daniels: è il droide personale della senatrice Padmé Amidala. Conosce più di sei milioni di forme di comunicazione, compreso, dunque, il linguaggio della sua controparte, il piccolo astrodroide R2-D2.
- Asajj Ventress, voce originale di Nika Futterman: sicario personale del Conte Dooku, molto potente nel Lato Oscuro della Forza.
- Palpatine / Darth Sidious, voce originale di Ian Abercrombie: eletto Cancelliere Supremo della Repubblica Galattica durante le guerre dei cloni, Palpatine altri non è che il Signore Oscuro dei Sith Darth Sidious, maestro di Darth Tyranus, alias il Conte Dooku.
- Padmé Amidala, voce originale di Catherine Taber: senatrice e rappresentante del pianeta natale Naboo presso il Senato, Padmé è segretamente sposata con il Cavaliere Jedi Anakin Skywalker.
- Ziro the Hutt, voce originale di Corey Burton: zio di Jabba the Hutt, vive su Coruscant ed è uno dei più grandi criminali della galassia.
- Jabba the Hutt, voce originale di Kevin Michael Richardson: nipote di Ziro the Hutt, è un gangster Hutt di circa 600 anni, che utilizza un vasto seguito di criminali, cacciatori di taglie, contrabbandieri, assassini e guardie del corpo per gestire il suo impero criminale.
- Rotta the Hutt, voce originale di David Acord: è il figlio del potente boss della malavita Jabba the Hutt, rapito dopo una trama ordita dai Separatisti. Viene chiamato "Puzzolo" dalla Padawan Ahsoka Tano.

Corey Barton doppia il generale dei Separatisti Whorm Loathsom; James Arnold Taylor presta la voce anche al droide 4A-7; Tom Kane è il narratore nel prologo del film e doppiatore dell'ammiraglio Yularen; Dee Bradley Baker presta la voce al Comandante Cody e a tutti i cloni; Nika Futterman dà la voce al droide TC-70; Matthew Wood doppia tutti i droidi da battaglia, ai quali aveva già prestato la voce nei film della trilogia prequel.

## Produzione

### Creazione e sviluppo
(George Lucas)

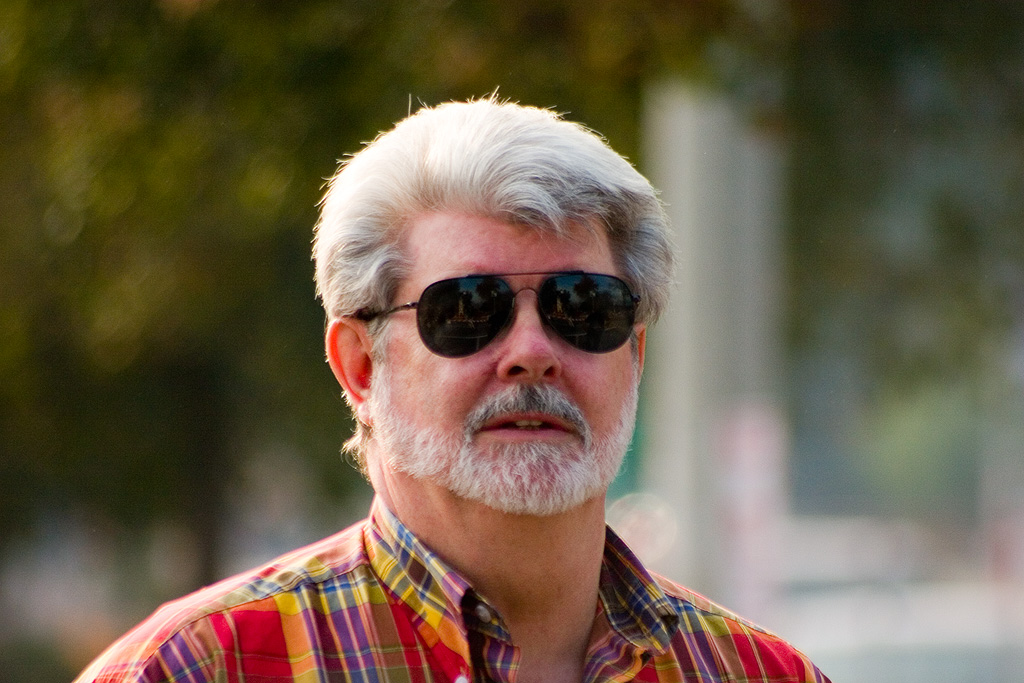
George Lucas, creatore e produttore esecutivo del film e della serie.

Il film è un prequel diretto all'omonima serie televisiva, andata in onda il 3 ottobre 2008 sul canale a pagamento Cartoon Network. L'idea di creare un lungometraggio è data dall'autore e regista della saga, George Lucas che, guardando alcuni episodi della serie sul grande schermo ha affermato: "Questo è bellissimo, perché non usiamo lo stesso team di lavoro e facciamo un film?" Il lungometraggio, in realtà, è costituito dai primi episodi della serie che avrebbero dovuto essere trasmessi, integrati con delle scene create ex novo per legarli assieme. I titoli dei quattro episodi dovevano essere The New Padawan, Castle of Deception, Castle of Doom e Castle of Salvation. La storia del rapimento di Rotta, figlio di Jabba the Hutt, è stata ispirata dal film di Sonny Chiba, Shogun's Shadow.
Howard Roffman, presidente della Lucas Licensing, ha affermato, a proposito della decisione di realizzare il film, che "A volte George lavora in modo strano". Il produttore Catherine Winder ha detto che questa decisione improvvisa di produrre un film animato, è stata una sfida ma è comunque un buon modo per iniziare la serie, e che i vincoli di bilancio hanno costretto il team di produzione a pensare fuori dagli schemi. Per girare il film è stato scelto Dave Filoni, supervisore dell'animazione della serie The Clone Wars.

### Animazione
La Lucasfilm Animation ha usato il software Autodesk per animare sia il film che la serie. Gli animatori hanno reso omaggio alle immagini stilizzate dell'animazione giapponese e della serie inglese Thunderbirds. Lucas ha affermato di aver voluto creare un film con uno stile più essenziale, non fotorealistico come La leggenda di Beowulf o credibile come Gli Incredibili, in quanto voleva un look particolare, uno stile nuovo, teso più all'estremizzazione che al realismo. Lucas ha inoltre impostato la pellicola come un film dal vivo, che fa quindi massiccio uso di movimenti di camera, luci marcate, e si basa più sul montaggio che sugli storyboard.
Il character designer del film e della serie è Kilian Plunkett, il quale si basò sui modelli dei personaggi in 3D, sullo stile e sull'animazione della serie Star Wars: Clone Wars per creare i nuovi personaggi, le creature e i pianeti per il film e la serie.

### Casting
Il cast della serie riprende parte dei personaggi, e dei rispettivi doppiatori, del precedente show non canonico Clone Wars: Tom Kane e James Arnold Taylor, tornano nei loro rispettivi ruoli di Yoda e Obi-Wan.
Alcuni degli attori che hanno partecipato alla trilogia dei prequel, come Anthony Daniels, Samuel L. Jackson e Christopher Lee, sono tornati a impersonare i rispettivi personaggi. Anthony Daniels, storico interprete del droide C-3PO nella saga, confermò nel giugno 2006 di essere stato contattato per la serie. Il 17 febbraio 2008, il sito TheForce.net rivela che la voce di Ahsoka Tano sarebbe stata quella di Ashley Eckstein. Lo stesso giorno, il suo coinvolgimento nella serie è stato confermato.
Molti siti accreditati, come TheForce.com e la stessa Lucasfilm, hanno fatto intendere che Ewan McGregor e Hayden Christensen (gli interpreti "umani" di Anakin e di Obi-Wan) avrebbero preso parte al film. Nei trailer, infatti, le voci dei personaggi sono particolarmente aderenti a quelle dei due attori.

### Continuity
Il film e la serie omonima fanno parte del canone ufficiale annunciato dopo l'acquisizione della Lucasfilm da parte della Disney. Il 25 aprile 2014, è stato annunciato che l'Universo espanso viene rinominato con il nome Star Wars Legends e che solo sei film della saga, The Clone Wars, il film omonimo e Star Wars Rebels sono considerati canonici. Tuttavia, videogiochi, fumetti, romanzi o altri prodotti basati sul film e sulla serie, non sono considerati parte del "canone", con l'eccezione del fumetto Darth Maul - Figlio di Dathomir, il romanzo L'apprendista del Lato Oscuro e gli altri progetti originariamente sviluppati per la serie, ma che sono stati alla fine distribuiti.
Il film si svolge dopo due episodi della serie televisiva omonima: il 16º episodio della seconda stagione, Gatto e topo, e il 16º episodio della prima stagione, Il nemico invisibile, che si svolgono su Christophsis, il pianeta presente nel film.

## Colonna sonora
(Blake Matthews)
La colonna sonora del film è stata composta dal musicista Kevin Kiner, attivo soprattutto in ambito televisivo, ed eseguita dall'orchestra sinfonica di Praga. Kiner si è basato sui temi creati da John Williams. L'album, composto da trentadue tracce (per un totale di 67 minuti e 39 secondi), è stato distribuito dall'etichetta Sony Classical, a partire dal 12 agosto 2008. Nella confezione, oltre al CD, è presente un poster del film. Essendo Star Wars: The Clone Wars destinato ad un pubblico giovane, la colonna sonora è stata alleggerita nei toni. La partitura utilizza infatti diversi strumenti musicali mai sentiti prima nei film della saga, come sintetizzatori, chitarre elettriche, o strumenti etnici come il duduk, l'oud e il daiko.
Blake Matthews, sul sito Blogcritics.com, recensisce positivamente la partitura di Kiner e le sue scelte di nuovi strumenti, in quanto è riuscito a creare una nuova atmosfera musicale, che rimane al contempo familiare allo spettatore, mentre Jorn Tillnes, sul sito SoundtrackGeek.com, boccia in parte il lavoro di Kiner, definendolo "Non nello stile di Guerre stellari", aggiungendo che "se volete averlo nella vostra collezione solo perché è Guerre stellari mi sta bene, ma se davvero amate la saga, allora andate ad ascoltare gli eccellenti lavori di John Williams".

## Promozione
Il primo trailer cinematografico ha debuttato l'8 maggio 2008 su cinque canali separati di Turner Network. Un secondo trailer è stato pubblicato nel giugno 2008. In Italia, il primo trailer ufficiale è stato pubblicato sul canale YouTube della Warner Bros. Italia il 22 maggio 2008, mentre un secondo trailer è uscito il 27 giugno 2008.
Una macchina monoposto Star Wars: The Clone Wars per la IndyCar Series è stata presentata al Comic-Con International di San Diego 2008. L'auto n. 26, che comprendeva anche decalcomanie Blockbuster Inc. ed era guidata dal pilota Marco Andretti della Andretti Autosport, corse il 24 agosto sul circuito Infineon nelle montagne di Sonoma in California. Andretti ha dichiarato: "Spero che la mia prossima battaglia sia all'inizio del film. Vincerò sia per Blockbuster che per Lucasfilm". Andretti è arrivato 14º; ha dichiarato: "Non pensavo di aver fatto una buona prestazione oggi". The Clone Wars è stata la seconda collaborazione tra Lucasfilm, Blockbuster e Andretti Autosport. È stato presentato in anteprima come Indiana Jones e il regno del teschio di cristallo alla 500 Miglia di Indianapolis nel maggio 2008.
A causa dell'improvvisa decisione di Lucas di produrre il film, Lucas Licensing non ha avuto il tempo di stringere accordi con gli ex partner di Star Wars come Pepsi, Burger King e Kellogg's, con cui la società di licenze Lucasfilm aveva un piano di marketing decennale in caso di altri film. Intervistato dal The New York Times sul merchandising di Star Wars nel luglio 2008, un portavoce della Pepsi non era a conoscenza del rilascio di un nuovo film di Star Wars. Il 15 agosto, McDonald's ha tenuto la sua prima promozione Happy Meal per un film di Star Wars e per quattro settimane, sono stati distribuiti 18 giocattoli esclusivi in speciali scatole Happy Meal.

## Distribuzione

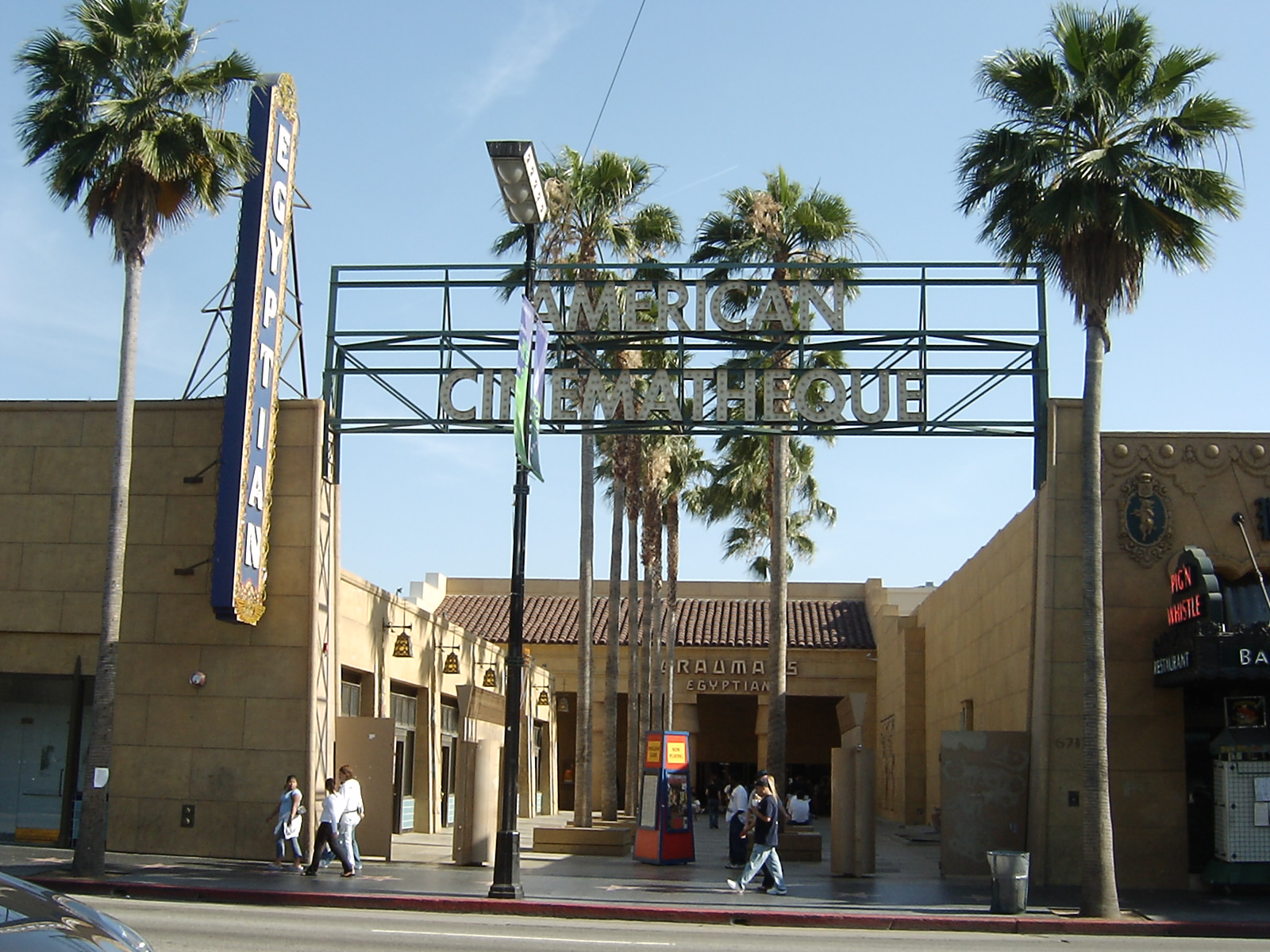
L'ingresso dell'Egyptian Theatre, dove è avvenuta la première del film il 10 agosto 2008.

Ad un evento della Hasbro nell'autunno 2007, è stato annunciato che il film avrebbe avuto un lancio cinematografico l'8 agosto 2008, mentre l'inizio della serie TV sarebbe avvenuto quell'autunno. La première mondiale di Star Wars: The Clone Wars si è tenuta il 10 agosto 2008 al Grauman's Egyptian Theatre, alla presenza di George Lucas, del regista Dave Filoni e del resto del cast dei doppiatori.
Il film è stato distribuito nelle sale il 14 agosto 2008 in Australia, mentre il 15 agosto negli Stati Uniti, Canada, Gran Bretagna. In Italia invece il film è uscito poco più di un mese dopo, il 19 settembre.
La pellicola ha avuto la sua prima trasmissione televisiva sul canale canadese Teletoon, il 5 settembre 2009, mentre negli Stati Uniti su Cartoon Network il 20 novembre 2010.
Il film è disponibile nel catalogo dei media a tema Star Wars su Disney+, servizio streaming della Disney lanciato il 12 novembre 2019.

### Edizione italiana
Il doppiaggio italiano è stato curato da Dubbing Brothers International Italia, con Carlo Cosolo che si è occupato dei dialoghi e della direzione del doppiaggio. Il film mantiene gran parte delle voci presenti nei prequel cinematografici, salvo casi alcuni come Mace Windu (dove Alberto Angrisano sostituisce Paolo Buglioni) e Dooku (dove Rodolfo Bianchi sostituisce Omero Antonutti). Nel caso del Cancelliere Palpatine viene ripristinata la voce di Carlo Reali (già doppiatore del personaggio nei film La minaccia fantasma, L'attacco dei cloni e nella serie animata Clone Wars del 2005) sostituita per La vendetta dei Sith da Francesco Vairano.

### Edizioni home video

#### DVD / Blu-Ray Disc
L'11 novembre sono uscite negli Stati Uniti le edizioni in DVD a disco singolo, in due dischi e in Blu-ray del film. In Italia le due edizioni sono uscite il 20 gennaio 2009.
Le tre edizioni hanno inoltre una copertina alternativa, acquistabile al sito BestBuy.com.

#### Caratteristiche specifiche
Disco 1
- Commento audio dei realizzatori del film.[36]

Disco 2
- The Clone Wars: The Untold Stories: anticipazione sui nuovi personaggi, pianeti, veicoli e battaglie della serie televisiva.
- The Voices of The Clone Wars: uno speciale sul doppiaggio del film.
- Galleria di immagini, disegni, bozzetti preparatori e modellini.
- Documentari sul web: sei featurette riguardanti i vari aspetti produttivi della pellicola.
- Scene eliminate: Cargo Bay, Platform Droid Fight, Rancor Pit, Through the Tanks.
- The New Score: speciale sulla nuova partitura del film, composta da Kevin Kiner.[36]

L'edizione in Blu-ray, oltre ai bonus dell'edizione in due dischi, presenta un commento visivo attraverso il film con il regista Dave Filoni, la produttrice Catherine Winder, lo sceneggiatore Henry Gilroy e il montatore Jason W.A. Tucker, mentre discutono dello sviluppo del film, con filmati, materiale eliminato e bozzetti preparativi.

## Accoglienza

### Incassi
Star Wars: The Clone Wars ha debuttato in America su 3.590 schermi, incassando nel primo giorno di programmazione 6.250.000 $ e 15.505.000 $ alla fine il primo fine settimana. Nei soli Stati Uniti la pellicola ha chiuso con un totale di 35 milioni di dollari. Nel mondo, The Clone Wars ha guadagnato un totale di 67.500.000 $, a fronte di un budget di produzione di 8.5 milioni di dollari.
Paragonato agli altri film della saga, e alle altre nuove uscite, la pellicola è stata un insuccesso. Dan Fellman, a capo del settore distribuzione della Warner Bros., ha affermato che i numeri del botteghino hanno incontrato le aspettative, perché il pubblico era composto in maggioranza da famiglie, e perché il film aveva il compito di introdurre la serie animata.
In Italia, The Clone Wars ha esordito incassando 30.000 € durante il primo giorno di programmazione, e 200.000 € nel primo fine settimana. Nei primi dieci giorni, la pellicola ha incassato 300.000 €, per poi assestarsi su un totale di 323.114 €.

### Critica
Il film è stato accolto in modo generalmente negativo dalla critica. Ha ottenuto soltanto il 19% di freschezza sul sito Rotten Tomatoes (la percentuale più bassa tra tutti i prodotti cinematografici e televisivi legati a Guerre stellari).
Roger Ebert definisce il film come un trailer da novanta minuti per il lancio della serie televisiva. Ebert critica inoltre la trama e le animazione discontinue, che rendono Clone Wars simile ai cartoni del sabato mattina: «La trama ci fa sentire come se avessimo visto prima queste cose, e ci fa desiderare che non le avessimo mai viste. Inoltre, invece di essere un precursore al livello tecnico, come gli altri film della saga, la pellicola risulta retrò. I personaggi sembrano modellati con il pongo e le labbra si muovono su un volto che sembra congelato. Tutti segni che dimostrano quante scorciatoie siano state prese durante il processo di animazione. Insomma, non dev'essere un granché come film, se il personaggio più interessante è lo zio di Jabba the Hutt».
Eric D. Snider, sul sito Film.com, critica aspramente la pellicola, affermando che Clone Wars è il peggior prodotto legato a Guerre stellari, dietro anche a The Star Wars Holiday Special: «Vi ricordate di come la gente parlava dei prequel come se fossero i peggiori film mai prodotti, quando invece, ammettiamolo, non erano così brutti? Be', The Clone Wars è veramente brutto».
David Edwards, sul Daily Mirror, critica il film per la trama inconsistente e il basso profilo dell'animazione, affermando come «I personaggi sembrano dei pezzi di legno, ma presumo sia un segno di continuità con la saga, che non è mai stata famosa per la brillante recitazione degli attori».
Pochi sono stati i pareri positivi americani. Il critico James Dyer, sulla rivista Empire, dà al film tre stelle (su cinque), definendolo «Una divertente gita fuori porta e una grande introduzione alla serie televisiva». Chris Hewitt, sul quotidiano St. Paul Pioneer Press dà il suo consenso al film, dicendo che «Clone Wars è divertente, spiritoso e allegro», David Germain, dell'Associated Press riconosce che «Clone Wars è divertente, ma dimenticabile» e trova ingiusto il paragone con gli altri sei film; John Scott Lewinski sul sito Wired.com recensisce positivamente il film, sebbene abbia qualche riserva sui siparietti comici dei droidi da battaglia: «La gente era delusa dal fatto che un film di Guerre stellari non fosse Il lungo viaggio verso la notte. Erano arrabbiati perché non si aspettavano che questo film avesse più cose in comune con Gli Incredibili piuttosto che con qualche pretenziosa pellicola come Il pianeta selvaggio. Credo che molta gente si sia dimenticata cosa sia Guerre stellari».
Kenny Lengel, su The Arizona Republic, afferma che l'assenza di alte aspettative sul film, gli ha permesso di godersi la pellicola. Aggiunge inoltre che «Se si è disposti a regredire all'età mentale di un dodicenne, Clone Wars è puro divertimento». Mentre altri recensori hanno criticato il fatto che il film pubblicizzi soltanto la serie televisiva, Langel lo vede più come un pregio: «Non cerca di essere niente di più, per questo funziona bene».
La Warner aveva posto l'embargo, ovvero il divieto di pubblicare recensioni prima dell'uscita nei cinema, sul film. Nonostante tutto, diverse riviste e siti web americani hanno pubblicato recensioni del film. Sia The Hollywood Reporter che Variety hanno bocciato la pellicola, mentre Harry Knowles, creatore del sito Ain't It Cool News, ha pubblicato una recensione in cui afferma di aver odiato il film dal profondo. Queste recensioni hanno provocato delle polemiche da parte della Warner, che ha obbligato Knowles e gli altri siti a togliere la loro opinione dal web. Ma mentre Ain't It Cool News ha rimosso il parere sul film, The Hollywood Reporter e Variety non l'hanno fatto. Dal sito di Knowles sono allora partite diverse critiche alla Warner e al modo in cui è stata gestita la questione.
Anche in Italia, la stampa ha bocciato il film, criticandone la trama esile, la sceneggiatura senza originalità e l'intento puramente lucrativo della pellicola. Il sito MoviePlayer.it recensisce negativamente la pellicola, non riuscendo a trovare particolari pregi e sottolineando l'animazione a tratti meccanica:
Marzia Gandolfi, sul sito MyMovies.it descrive il film come una manovra per sfruttare il merchandising: «Alla fine il limite di The Clone Wars non è più soltanto la pura e semplice normativa merceologica dei rilanci, quanto quei cavalieri, saggi, robot e droidi senza più un'anima e senza più una cultura. E se non hai un'anima nel cinema, come nella vita, non sei credibile. Il tecnico-autore ha smesso di trattarli con rispetto cedendo al lato oscuro del marketing». Il sito Badtaste.it, che lo aveva inserito tra i più attesi dell'autunno 2008, boccia la pellicola, definendola «Una
pura operazione commerciale, peraltro non riuscita».
Il film ha ricevuto durante l'edizione dei Razzie Awards 2008 una nomination come peggior prequel, remake, rip-off o sequel.

## Opere derivate

### Fumetti
Dark Horse Comics ha pubblicato una miniserie a fumetti a sei numeri in formato digest. Randy Stradley, vice presidente dell'editoria della Dark Horse, ha dichiarato che la decisione definitiva di realizzare il film The Clone Wars, costrinse la compagnia a ritardare l'uscita di due serie a fumetti di Star Wars, Dark Times e Rebellion. I fumetti di The Clone Wars non hanno ricevuto la campagna promozionale e ciò avrebbe causato la brusca pubblicazione di film e fumetti. Topps, la società delle carte collezionabili, ha rilasciato una serie di 90 carte Clone Wars il 26 luglio, che includevano anche carte foil, carte movimento, carte cel animate e schizzi rari di artisti di Star Wars e animatori di Lucasfilm. DK Publishing e Penguin Group hanno pubblicato libri, attività e altri prodotti legati al film. Sono stati inoltre pubblicati i Clone Wars: The Visual Guide, pubblicato da DK, e Star Wars: The Clone Wars nel Regno Unito, pubblicato da Puffin e da Grosset & Dunlap negli Stati Uniti. Gli editori hanno anche pubblicato un libro di fiabe, libri illustrati e un libro di attività. All'American International Toy Fair, Lego ha annunciato una linea di prodotti per il film e le serie TV, che sarà distribuita a luglio 2008 negli Stati Uniti e nell'agosto 2008 nel Regno Unito.

### Romanzi
Il 26 luglio 2008 è stato pubblicato il romanzo Star Wars: The Clone Wars, scritto da Karen Traviss, la novelizzazione del film. L'audiolibro è narrato da Jeff Gurner. È il primo di una serie di cinque romanzi progettati per legare gli eventi del film e della serie animata. Il libro è stato pubblicato quasi tre settimane prima del rilascio del film. A causa di questo ci sono alcune discrepanze tra il libro e il film. Questo libro, come il film e la serie, è ambientato tra Episodio II e Episodio III.

### Videogiochi
Dal film sono stati tratti due videogiochi. Il primo, dal titolo Star Wars: The Clone Wars - Jedi Alliance è disponibile per Nintendo DS, mentre il secondo, intitolato Star Wars: The Clone Wars - L'era dei duelli, per Wii. Entrambi i giochi sono in esclusiva per le console Nintendo e sono stati distribuiti l'11 novembre 2008 negli Stati Uniti, mentre finora solo L'era dei duelli è stato distribuito in Italia, il 14 novembre dello stesso anno.

## Merchandising
Il merchandise di Star Wars: The Clone Wars è partito il 26 luglio 2008. Sono state messe in commercio diverse action-figure Hasbro su The Clone Wars, un casco elettronico clone trooper, una spada laser personalizzabile, e un sistema elettronico All Terrain Tactical Enforcer (AT-TE). Target e KB Toys hanno anche speso spazio per i giocattoli di The Clone Wars, ma non hanno pubblicato le versioni di mezzanotte o perseguito le opportunità di branding di Toys "R" Us. In 585 negozi Toys "R" Us sono stati montati orologi digitali per il conto alla rovescia al rilascio dei giocattoli di The Clone Wars, e più di 225 dei negozi ouvert a mezzanotte per l'inizio dei prodotti di Star Wars. Due dei principali negozi "R" Us di Mission Bay, San Diego e Times Square a Manhattan, New York City. Anche una sezione del sito web Toys "R" Us è stata dedicata a The Clone Wars. La linea di giocattoli continua con le figure di The Clone Wars ben accolte dai collezionisti per i loro dettagli sui personaggi e sui veicoli.
Un lettore MP3 di Star Wars: The Clone Wars è stato pubblicato nell'agosto 2008. Il lettore include un gigabyte di memoria, che contiene 200 canzoni o 20 ore di musica e ha tre visi intercambiabili: uno verde con Yoda e una spada laser, un argento con il logo del Capitano Rex e il logo dell'Impero Galattico, uno con due soldati clone su Coruscant. Una recensione ha chiesto a Dart Fener un lettore MP3 pubblicato nel luglio 2008, che conteneva solo 512 megabyte di memoria e un vecchio display. È stato inoltre rilasciato un iPod iSpeaker Star Wars (un altoparlante / dock per iPod, iPhone e lettori MP3). Lo speaker include un'immagine del Capitano Rex e di altri tre soldati cloni.